# Đào Phong Lan
Đào Phong Lan (sinh năm 1975) là một nhà thơ, nhà văn Việt Nam. Chị là hội viên Hội nhà văn Thành phố Hồ Chí Minh, sống tại Thành phố Hồ Chí Minh và được mệnh danh là "nàng thơ của Trường Viết văn Nguyễn Du". Đào Phong Lan từng là học viên khóa 5 của Trường Viết văn Nguyễn Du (Hà Nội), cùng khóa với các nhà văn Dạ Ngân, Bùi Mai Hạnh, Nguyễn Quyến, Nguyễn Phúc Lộc Thành..., đã xuất bản một số tập thơ và truyện ngắn, từng giành giải Ba truyện ngắn của Hội Nhà văn Việt Nam, giải Nhất về thơ của Nhà xuất bản Trẻ, và Giải thưởng Truyện ngắn hay của Hội nhà văn TP. HCM. Đào Phong Lan là gương mặt nhà thơ nữ tiêu biểu trong những năm 1990 với các bài thơ tình, được đăng trên các báo Văn nghệ trẻ, Văn nghệ, Tiền phong, Hoa Học Trò, Mực Tím, Áo Trắng, Tài Hoa Trẻ, Sông Hương...

## Tiểu sử
Đào Phong Lan sinh năm 1975, lớn lên tại Thành phố Pleiku (Gia Lai), nơi chị theo học âm nhạc từ khi còn rất nhỏ tại Trường văn hóa nghệ thuật Tây Nguyên. Sau đó chị vào học hệ Trung cấp âm nhạc tại Nhạc viện Hà Nội (nay là Học viện Âm nhạc Quốc gia Việt Nam) cùng thời gian học phổ thông. Năm 16 tuổi, chị tốt nghiệp trung học phổ thông cùng lúc tốt nghiệp Trung cấp Âm nhạc ngành Lý luận - Sáng tác - Chỉ huy, sau đó về công tác tại Trường trung cấp sư phạm Gia Lai và Ngân hàng Nhà nước tỉnh Gia Lai. Năm 1993, lúc 18 tuổi, chị thi đậu vào khóa 5 Trường viết văn Nguyễn Du và học chuyên ngành Sáng tác văn học và tốt nghiệp vào năm 1998. Khi đó, Trường Viết văn Nguyễn Du chỉ tuyển sinh 5 năm một lần, Đào Phong Lan là một trong những người nhỏ tuổi nhất bước chân vào ngôi trường danh tiếng dành cho các nhà văn, nhà thơ này. Đào Phong Lan cũng có bằng cử nhân tiếng Anh, cử nhân Luật, và Thạc sỹ Quản trị tiếp thị & truyền thông (Université Libre de Bruxelles - Bỉ). Hiện chị sinh sống và làm việc tại Thành phố Hồ Chí Minh.
Đào Phong Lan cũng có khả năng tự sáng tác nhạc. Gia đình chị vốn có truyền thống về âm nhạc. Cha của chị là nhạc sĩ Đào Huy Quyền, nhà nghiên cứu âm nhạc dân tộc Tây Nguyên (Hội nhạc sĩ Việt Nam) đã đóng góp nhiều tác phẩm nghiên cứu về âm nhạc của các dân tộc bản địa ở Tây Nguyên, còn mẹ của chị là ca sĩ Mê Linh. Em trai của Đào Phong Lan là nhạc sĩ hòa âm phối khí Chris Đào.

## Hoạt động
Đào Phong Lan tham gia làm thơ từ rất sớm. 8 tuổi, chị đã có bài thơ "Chiếc áo", bài thơ đầu tiên được đọc trên Đài Tiếng nói Việt Nam. 13 tuổi chị đã được kết nạp vào Hội văn học nghệ thuật tỉnh Gia Lai - Kon Tum với tư cách nhà thơ thiếu nhi. Chị cũng là gương mặt tiêu biểu về thơ của Tập san Áo Trắng và Hội bút Hương đầu mùa những năm 1990 cùng với các tác giả Trang Hạ, Bình Nguyên Trang, Dương Thụy, Phan Hồn Nhiên, Lê Thiếu Nhơn, Nguyễn Hữu Hồng Minh, Nguyễn Vĩnh Tiến, Hoàng Anh Tú, Đặng Thiều Quang, Chu Minh Vũ... Năm 2005, chị được kết nạp vào Hội nhà văn Thành phố Hồ Chí Minh với hai tác phẩm chính là tập thơ "Giêng Hai", và tập truyện ngắn "Ma Trận".
Mảng thơ được yêu thích nhất của Đào Phong Lan là thơ tình. Rất nhiều bài thơ tình của chị đã được nhiều thế hệ trẻ yêu thích và thuộc lòng, như: Viết cho mùa hoa phượng, Từ biệt, Viết cho anh những ngày xa, Lời đá cuội, Lời Mỵ Nương, Em không thể nói lời từ biệt, Cho một ngày không bao giờ đến, Bởi vì yêu, Mưa tháng Năm... Ở mảng truyện ngắn, Đào Phong Lan ít viết hơn, tuy nhiên vẫn có những truyện ghi được ấn tượng như: Người đi, trà lạnh, Thợ đóng quan tài, Tình đầu, Nhà không có đàn ông, Vị kỷ, Sông phù sa, Ma trận ...
Tháng 11 năm 2023, sau gần 20 năm hầu như không xuất bản tác phẩm mới, Đào Phong Lan bất ngờ quay trở lại thi đàn với tập thơ "Em không thể nói lời từ biệt" (NXB Hội Nhà Văn) trong một buổi ra mắt với đông đảo bạn bè văn chương và người hâm mộ thơ của chị. . Tập thơ được đón nhận nhiệt tình và được đánh giá cao trong giới chuyên môn lẫn độc giả yêu thơ. Nhà văn Trầm Hương, Phó Chủ tịch Hội nhà văn TP.HCM phát biểu trong sự kiện ra mắt tập thơ: "Cầm trên tay tập thơ "Em không thể nói lời từ biệt" của Đào Phong Lan, tôi cảm nhận năng lượng sáng tạo của người đàn bà đẹp truyền dẫn đến tôi. Trang sách mở ra những câu thơ nống nàn, đau và sâu thẳm. Cảm ơn tạo hóa không chỉ sinh ra người đàn bà đẹp mà còn giàu năng lượng để yêu thương, khao khát và sáng tạo". 
Nhà thơ Lê Thiếu Nhơn, ủy viên Hội đồng Thơ của Hội Nhà văn Việt Nam, khẳng định: Đào Phong Lan là một tài thơ thiên bẩm. Chị làm thơ khi còn tung tăng chân sáo một cô bé ở phố núi Pleiku. Vào học khóa 5 của Trường viết văn Nguyễn Du, chị có tập thơ "Giêng hai" in năm 1995, lúc tròn 20 tuổi. Đào Phong Lan có kiểu viết lục bát mềm mại, câu sáu rưng rưng, câu tám nghẹn ngào: "Giêng Hai trời lất phất mưa/ Trăng không đủ sáng để đưa nhau về/ Dại khờ hái cỏ ven đê/ Buộc ngang lưng một câu thề làm tin". Đó là giọng điệu thật nữ tính, rất dễ khiến người khác si mê nhung nhớ và rất dễ khiến bản thân hao mòn cảm xúc" . Anh nhận xét: "Tập thơ 56 bài, chia làm bốn mùa Xuân, Hạ, Thu, Đông nhưng thực chất chỉ có một mùa: Mùa Yêu, của một phụ nữ tự thú "Hồn ta mềm như cỏ/ Chưa gió về đã lay" không thể từ biệt nhân duyên và không thể từ biệt thi ca. Những ai từng ưa thích thơ Đào Phong Lan trước đây, sẽ nguyên vẹn xao xuyến khi đọc "Em không thể nói lời từ biệt". 
Với tư cách một bạn thơ, nhà thơ Nguyễn Thánh Ngã chia sẻ rằng, anh biết Đào Phong Lan từ 1998, khi chị tốt nghiệp khóa 5 Trường Viết văn Nguyễn Du, nhưng thật ra, Đào Phong Lan nổi tiếng lúc mới 8 tuổi, với nhiều bài thơ thiếu nhi trong sáng và thông minh của một cô bé vùng Tây Nguyên. "Thế rồi biền biệt 17 năm ròng, cánh chim Tây Nguyên im hơi lặng tiếng kia mới trở lại văn đàn, sau khi đã làm người thành phố. Năm 2023 với tác phẩm thơ "Em không thể nói lời từ biệt", ngoài ý thơ tình ra, còn có một nội hàm khác. Đào Phong Lan không thể từ bỏ "người tình thơ ca", bởi ai có phẩm chất thiên bẩm, sẽ không bao giờ thoát khỏi vùng phủ sóng của nó". Theo nhà thơ Nguyễn Thánh Ngã "Thơ Đào Phong Lan mang vẻ đẹp của sự chân thành và trong trẻo nhất, góp phần làm phong phú thêm cho vùng đất phương Nam đầy nắng gió và tình yêu...".

### Giải thưởng
Giải Ba truyện ngắn trẻ (Hội Nhà văn Việt Nam và tuần báo Văn nghệ trẻ tổ chức 1995); cuộc thi không có giải Nhất: Đào Phong Lan được giải thưởng của Hội nhà văn năm 1995, khi chị còn là sinh viên Trường Viết văn Nguyễn Du: Giải Ba cho truyện ngắn "Sông phù sa".
Ngoài ra chị còn giành giải Thơ trong các cuộc thi thơ Áo trắng của NXB Trẻ, TP. HCM:
- Giải nhất cuộc thi thơ Áo trắng (NXB Trẻ - 1993, 1997)
- Giải Nhì cuộc thi thơ Áo trắng (NXB Trẻ - 1994, 1996, 2001)
- Giải Ba cuộc thi thơ Áo trắng (NXB Trẻ - 1995, 1998)
- Giải thưởng cuộc thi thơ Bút mới (báo Tuổi trẻ, 1995)
- Giải thưởng thơ Tạp chí Phương Mai, Hội Văn học nghệ thuật Bình Định, 1995
- Giải thưởng Truyện ngắn tạp chí Tiếp thị và Gia đình, 2005
- Giải thưởng Truyện ngắn hay của Hội Nhà văn TP. HCM, 2022 (truyện ngắn Bảy ngả yêu thương)[21].
- Giải thưởng Cuộc thi thơ Huế 2023 của Tạp chí Sông Hương, 01/2024

### Tác phẩm
Giêng Hai (Thơ, NXB Thanh Niên, 1995): là tập thơ đầu tiên của chị xuất bản năm 20 tuổi, khi là sinh viên Trường Viết văn Nguyễn Du. Nhà thơ Phan Thị Thanh Nhàn đã viết trong lời đề tựa của tập thơ: "Tôi rất yêu chất dân dã của thơ cô. Những câu lục bát nhuần nhuyễn, ý tứ, lung linh. Thơ Đào Phong Lan đầy nữ tính, thật dịu dàng e ngại và chờ mong khắc khoải. Đào Phong Lan có hồn thơ, và cô dường như đã yêu, đã nắm được cái dịu ngọt, lúng liếng, tình tứ, mênh mang của ca dao".

### Bài hát
Thơ của Đào Phong Lan cũng được yêu thích và phổ nhạc, như bài "Đêm xoang Tây Nguyên" được nhạc sĩ Văn Chừng phổ nhạc từ năm 1996 và trở thành một trong những bài hát nổi tiếng nhất tại Tây Nguyên hoặc bài "T'rưng" (Bùi Khánh Nguyên phổ nhạc, NSND Rơ Chăm Phiang thể hiện) và bài "Mẹ Ơi"  của Nhạc sĩ Nguyễn Ngọc Thiện, phổ thơ bài "Bóng Lá" của chị. Chị cũng có khả năng tự viết nhạc và sáng tác bài hát, từng được biết đến với vai trò tác giả ca khúc "Mùa hoa chờ đợi" viết về hoa cúc quỳ Tây Nguyên.